# Pierre Musy
Pierre Musy (ur. 25 sierpnia 1910 w Albeuve, zm. 21 listopada 1990 w Düdingen) – szwajcarski bobsleista i jeździec, złoty medalista igrzysk olimpijskich i srebrny medalista mistrzostw świata.

## Kariera
Pierwszy sukces osiągnął w 1935 roku, kiedy reprezentacja Szwajcarii w składzie: Pierre Musy, Arnold Gartmann, Charles Bouvier i Joseph Beerli wywalczyła srebrny medal w czwórkach na bobslejowych mistrzostwach świata w Sankt Moritz. W tym samym składzie Szwajcarzy zdobyli także złoty medal podczas igrzysk olimpijskich w Garmisch-Partenkirchen. Po zakończeniu II wojny światowej wystąpił w konkurencjach jeździeckich na letnich igrzyskach olimpijskich w Londynie w 1948 roku. W drużynie zajął tam czwarte miejsce, a indywidualnie uplasował się na 32. pozycji.
Musy ukończył studia prawnicze na Uniwersytecie w Bernie. Został dyplomatą, pracował między innymi jako attaché wojskowy na Bliskim Wschodzie i Europie. W 1963 roku został szefem Szwajcarskiego Wywiadu Wojskowego.
Jego ojciec Jean-Marie Musy był prezydentem Konfederacji Szwajcarskiej.